# 50-й ближнебомбардировочный авиационный полк
50-й ближнебомбардировочный авиационный Краснознамённый полк  (он же 50-й скоростной бомбардировочный авиационный полк, 50-й лёгкий бомбардировочный авиационный полк) — воинская часть Вооружённых сил СССР в Великой Отечественной войне.

## История
Полк сформирован в апреле 1938 года, в основном, на базе 4-й скоростной бомбардировочной эскадрильи на аэродроме Сиверский. Принимал участие в Зимней войне.
В составе действующей армии с 22 июня 1941 по 1 июля 1941, с 7 августа 1941 по 22 сентября 1941 и с 12 июня 1942 по 17 ноября 1942 года.
На 22 июня 1941 года базировался на аэродроме Унгра в Хаапсалу, имея в наличии 34 СБ (из них 6 неисправных) и 5 Пе-2 не освоенных экипажами. 22 июня 1941 года перелетел на аэродром Платоне под Митавой. С первого дня войны сделал несколько боевых вылетов, технику сдал в 63-й бомбардировочный авиационный полк и 1 июля 1941 года был переброшен на переформирование.
По некоторым данным 26 июля 1941 года за один бой была уничтожена вся группа из семи машин Пе-2 в ходе Смоленского сражения, при этом полк, по данным Перечня № 12 поступил в действующую армию только 7 августа 1941 года.
C 7 августа 1941 года полк находится в составе Резервного фронта, по-видимому участвовал в боевых действиях до 22 сентября 1941 года, когда был отведён на переформирование.
Был вооружён самолётами Пе-2.
С 12 июня 1942 года, базируясь на аэродроме Черново, рядом с городом Лебедянь осуществляет бомбардировку войск и имущества противника, так, в июне-июле 1942 года осуществляет многократные налёты на станцию Западная Касторная, Щигры, Сомово.
7 ноября 1942 года переформирован в 50-й отдельный разведывательный авиационный полк.

## Подчинение
| Дата            | Фронт (округ)                   | Армия               | Корпус                                  | Дивизия                                    | Примечания                    |
| --------------- | ------------------------------- | ------------------- | --------------------------------------- | ------------------------------------------ | ----------------------------- |
| 22.06.1941 года | Северо-Западный фронт           | -                   | -                                       | 4-я смешанная авиационная дивизия          | -                             |
| 01.07.1941 года | Северо-Западный фронт           | -                   | -                                       | 4-я смешанная авиационная дивизия          | -                             |
| 10.07.1941 года | -                               | -                   | -                                       | -                                          | не имеется данных             |
| 01.08.1941 года | Резервный фронт                 | -                   | -                                       | -                                          | -                             |
| 01.09.1941 года | Резервный фронт                 | 24-я армия          | -                                       | -                                          | -                             |
| 01.10.1941 года | -                               | -                   | -                                       | -                                          | находился на переформировании |
| 01.11.1941 года | -                               | -                   | -                                       | -                                          | находился на переформировании |
| 01.12.1941 года | -                               | -                   | -                                       | -                                          | находился на переформировании |
| 01.01.1942 года | Северо-Кавказский военный округ | -                   | -                                       | -                                          | -                             |
| 01.02.1942 года | Северо-Кавказский военный округ | -                   | -                                       | -                                          | -                             |
| 01.03.1942 года | Закавказский военный округ      | -                   | -                                       | -                                          | -                             |
| 01.04.1942 года | Резерв Ставки ВГК               | -                   | -                                       | -                                          | -                             |
| 01.05.1942 года | Московский военный округ        | -                   | -                                       | -                                          | -                             |
| 01.06.1942 года | Брянский фронт                  | 2-я воздушная армия | -                                       | 223-я бомбардировочная авиационная дивизия | -                             |
| 01.07.1942 года | Брянский фронт                  | 2-я воздушная армия | -                                       | 223-я бомбардировочная авиационная дивизия | -                             |
| 01.08.1942 года | Воронежский фронт               | 2-я воздушная армия | -                                       | 223-я бомбардировочная авиационная дивизия | -                             |
| 01.09.1942 года | Воронежский фронт               | 2-я воздушная армия | -                                       | 223-я бомбардировочная авиационная дивизия | -                             |
| 01.10.1942 года | Воронежский фронт               | 2-я воздушная армия | -                                       | 223-я бомбардировочная авиационная дивизия | -                             |
| 01.11.1942 года | Резерв Ставки ВГК               | -                   | 2-й бомбардировочный авиационный корпус | 223-я бомбардировочная авиационная дивизия | -                             |

## Командиры
- полковник Соколов 05.1938 — ?
- майор Смирнов, Владимир Васильевич, 1939—1940
- подполковник Агальцов, Филипп Александрович, 01.1941 — 08.1941
- подполковник Миронов, Иван Яковлевич, ?

## Награды и наименования
| Награда               | Дата               | За что получена |
| --------------------- | ------------------ | --- |
| Орден «Красное Знамя» | 21 марта 1940 года | За образцовое выполнение боевых заданий командования на фронте борьбы с финской белогвардейщиной и проявленные при этом доблесть и мужество |

## Отличившиеся воины полка
| Награда | Ф. И. О.                       | Должность                   | Звание               | Дата награждения | Данные о вылетах | Примечания |
| ------- | ------------------------------ | --------------------------- | -------------------- | ---------------- | ---------------- | ---------- |
|         | Аккуратов, Фёдор Яковлевич     | воздушный стрелок-радист    | старшина             | 21.03.1940       | -                | посмертно  |
|         | Власов, Иван Павлович          | командир эскадрильи         | капитан              | 21.03.1940       | -                | -          |
|         | Воронков, Михаил Михайлович    | командир эскадрильи         | капитан              | 21.03.1940       | -                | -          |
|         | Горбко, Юрий Николаевич        | командир эскадрильи         | капитан              | 21.03.1940       | -                | -          |
|         | Зинченко, Николай Аксёнович    | Младший лётчик              | младший лейтенант    | 21.03.1940       | -                | -          |
|         | Койнаш, Василий Васильевич     | военный комиссар эскадрильи | старший политрук     | 21.03.1940       | -                | посмертно  |
|         | Корнилов, Борис Александрович  | старший лётчик-наблюдатель  | лейтенант            | 21.03.1940       | -                | посмертно  |
|         | Костылев, Александр Николаевич | военком полка               | батальонный комиссар | 21.03.1940       | -                | -          |
|         | Салов, Александр Михайлович    | Стрелок-радист              | младший командир     | 21.03.1940       | -                | посмертно  |
|         | Смирнов, Владимир Васильевич   | командир полка              | майор                | 21.03.1940       | -                | -          |